# Hans Hahne (Prähistoriker)

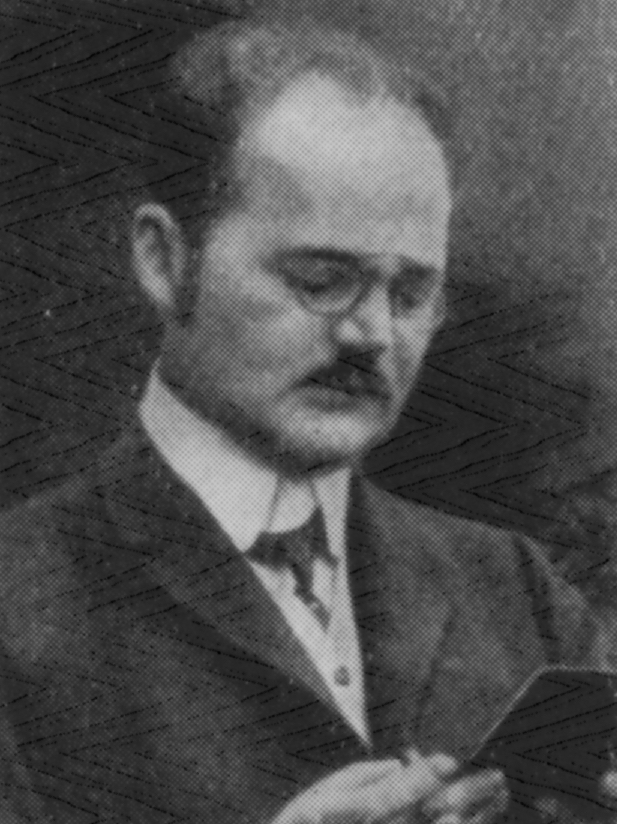
Hans Hahne

Hans Hahne (* 18. März 1875 in Piesdorf; † 2. Februar 1935 in Halle an der Saale) war ein deutscher Mediziner und Prähistoriker. 

## Leben
Hans Hahne wurde als Sohn eines Zuckerfabrikanten geboren. Er besuchte Schulen in Artern und nach einem Umzug 1885 in Berlin und Magdeburg, wo er 1894 am Domgymnasium mit dem Abitur abschloss. An den Universitäten Jena, München und Leipzig studierte er Naturwissenschaften und Medizin und promovierte 1899 zum Dr. med. Anschließend folgten Fachausbildungen in Bern, Berlin und Leipzig. 1902 ließ sich Hahne in Magdeburg als Internist und Neurologe nieder, schloss allerdings bereits 1905 seine Praxis wieder, um sich der Ur- und Frühgeschichte widmen zu können.
In den Jahren 1905 bis 1907 studierte Hahne an der Berliner Universität bei Gustaf Kossinna Vorgeschichte. Ab 1907 folgte eine Assistenz am Provinzialmuseum zu Hannover, wo er 1908 zum Direktorialassistent berufen wurde. Parallel war er Privatdozent an der TH Hannover. 1912 wurde Hahne zum Direktor des Provinzialmuseums in Halle berufen. Im Ersten Weltkrieg wurde er aufgrund eines Herz- und Leberleidens vom Kriegsdienst befreit. An der Universität Halle promovierte er im Februar 1918 mit seiner Arbeit Die geologische Lagerung der Moorleichen und Moorbrücken als Beitrag zur Forschung der erdgeschichtlichen Vorgänge der Nacheiszeit zum Dr. phil.; er erhielt bereits im Mai den Professorentitel und habilitierte sich im November 1918 an der TU Hannover für das Fach Vorgeschichte (Prähistorische Archäologie). 1921 wurde Hahne zum außerordentlichen Professor ernannt, im November 1933 zum ordentlichen Professor; kurz darauf wurde er zum Rektor der Universität Halle berufen. Als völkischer Wissenschaftler baute er auch anthroposophische Einflüsse in seine Theorien ein. Vor 1933 trat Hahne der NSDAP bei und wurde stellvertretender Gaukulturwart, Schulungsleiter für Rassenkunde im Gau Mitteldeutschland des Rasse- und Siedlungshauptamtes der SS. Im Februar 1934 erlitt Hahne einen schweren Schlaganfall mit einer linksseitigen Lähmung, die ihn so stark behinderte, dass er die meisten Aufgaben an Kollegen abgeben musste.
Am 2. Februar 1935 verstarb Hans Hahne in Halle.
Hahnes Forschungsschwerpunkte waren Moorarchäologie und Moorleichen, wie der Mann von Bernuthsfeld.

## Schriften (Auswahl)
- Die geologische Lagerung der Moorleichen und Moorbrücken als Beitrag zur Forschung der erdgeschichtlichen Vorgänge der Nacheiszeit. Halle (Saale) 1918 (archive.org – Dissertation).
- Das vorgeschichtliche Europa. Kulturen, Völker und Rassen. Velhagen & Klasing, Bielefeld/Leipzig 1935.